# Störpke
Störpke ist ein Ortsteil der Stadt Arendsee (Altmark) im Altmarkkreis Salzwedel in Sachsen-Anhalt und gehört zur Ortschaft Fleetmark.

## Geographie
Störpke, ein kurzes Straßendorf mit Kirche, liegt etwa 19 Kilometer südöstlich der Kreisstadt Salzwedel. Östlich des Dorfes liegt der Uhlenhorst, eine Wiese.

## Geschichte

### Mittelalter bis 19. Jahrhundert
Im Jahre 1324 wird das Dorf Störpke erstmals als Storbeke erwähnt, als Hans und Heinecke von Kröcher das Schloss Kalbe mit den zugehörigen Dörfern an Albrecht von Alvensleben verkaufen. Im Landbuch der Mark Brandenburg von 1375 heißt das Dorf Storbeke, die v. Lüderitz hatten hier Einkünfte. Schon 1528 wurde der Ort Störpke genannt. Im Jahre 1536 heißt das Dorf wieder Storbeke, als die v.d. Schulenburg hier Einkünfte hatten. Weitere Nennungen sind 1541 Stopkow, 1579 Storpke, 1687 Storpke und 1804 Störpke.

### Andere Ersterwähnung
Der Regionalhistoriker Matthias Friske meint, es müsse offen bleiben, ob sich die Nennung von 1324 Storbeke auf Störpke oder auf Storbeck bei Osterburg bezieht.

### Herkunft des Ortsnamens
Jürgen Udolph leiten den Ortsnamen aus mittelniederdeutsch „stor“ für „groß“ und niederdeutsch „beke“ für „Bach“ ab. Der Name steht also für „großer Bach“, hier vielleicht im Sinne von „breiter Aue“.

### Archäologie
Westlich des Dorfes gab es früher auf den „wüsten Stücken“ links der Straße von Thüritz zwei mit Steinen von außen mit Steinen bekränzte Grabhügel, die Steinkisten enthielten. Sie wurden im Jahre 1834 untersucht. Nach örtlicher Überlieferung war 30 Jahre vorher eine eiserne Urne mit Henkel gefunden worden. Es wurden 1834 Funde geborgen, die später in die Königlichen Museen zu Berlin kamen. Diese Großsteingräber bei Störpke wurden spätestens im 19. Jahrhundert zerstört.
Eine in Störpke gefundene Absatzaxt vom „böhmischen“ Typus aus dem Danneil-Museum beschrieb Konrad Zechlin im Jahre 1905. Derartige Äxte wurden in die Nordische Ältere Bronzezeit Periode I und II datiert.
Im Jahr 1954 wurde von Funden aus der Kiesgrube Grundig bei Störpke berichtet.

### Eingemeindungen
Störpke gehörte bis 1807 zum Arendseeischen Kreis, danach bis 1813 zum Kanton Groß Apenburg im Königreich Westphalen, ab 1816 kam es in den Kreis Salzwedel, den späteren Landkreis Salzwedel in der preußischen Provinz Sachsen.
Am 20. Juli 1950 wurde die Gemeinde Störpke in die Gemeinde Lüge eingemeindet. Mit der Eingemeindung von Lüge nach Fleetmark kam der Ortsteil am 1. September 1992 zur Gemeinde Fleetmark. Am 1. Januar 2011 wurde Fleetmark per Landesgesetz in Arendsee (Altmark) eingemeindet. So kam Störpke am gleichen Tag als Ortsteil zur neuen Ortschaft Fleetmark und zur Stadt Arendsee (Altmark).

### Einwohnerentwicklung
| Jahr | Einwohner |
| ---- | --------- |
| 1734 | 40        |
| 1774 | 41        |
| 1789 | 61        |
| 1798 | 60        |
| 1801 | 53        |
| 1818 | 61        |
| 1840 | 95        |
| 1864 | 80        |

| Jahr | Einwohner |
| ---- | --------- |
| 1871 | 83        |
| 1885 | 81        |
| 1892 | [0]88     |
| 1895 | 69        |
| 1900 | [0]78     |
| 1905 | 88        |
| 1910 | [0]85     |
| 1925 | 85        |

| Jahr | Einwohner |
| ---- | --------- |
| 1939 | 65        |
| 1946 | 89        |
| 2011 | 25        |
| 2012 | 25        |
| 2013 | 19        |
| 2014 | 17        |
| 2015 | 20        |
| 2016 | 20        |

| Jahr | Einwohner |
| ---- | --------- |
| 2017 | 20        |
| 2020 | [00]18    |
| 2021 | [00]20    |
| 2022 | [0]20     |
| 2023 | [0]23     |

Quelle, wenn nicht angegeben, bis 2006 und 2011–2017

## Religion
Die evangelische Kirchengemeinde Störpke, die früher zur Pfarrei Thüritz bei Badel (Altmark) gehörte, wird heute betreut vom Pfarrbereich Kalbe-Kakerbeck des Kirchenkreises Salzwedel im Bischofssprengel Magdeburg der Evangelischen Kirche in Mitteldeutschland.

## Kultur und Sehenswürdigkeiten

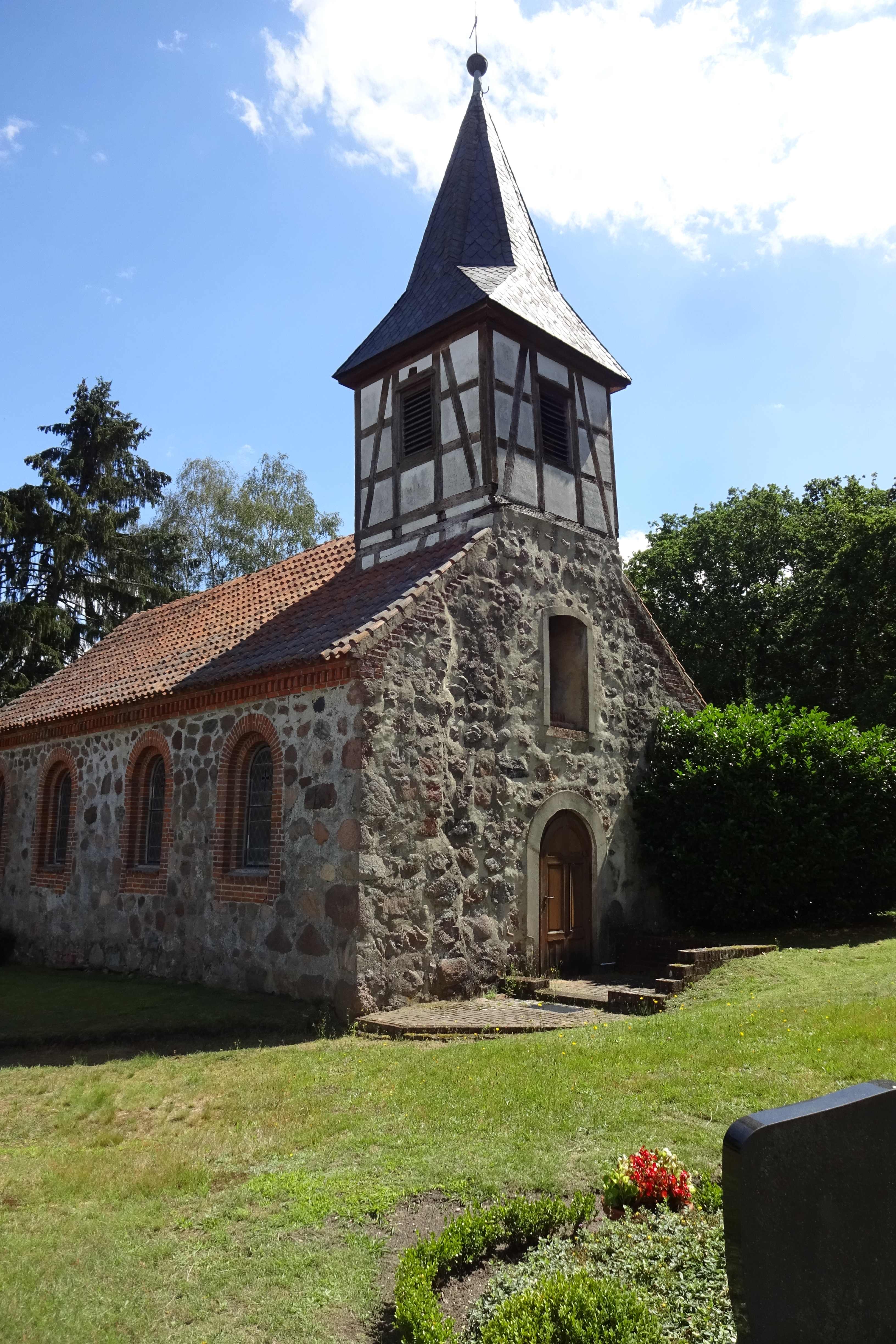
Dorfkirche Störpke

- Die evangelische Dorfkirche Störpke ist ein mittelalterlicher Feldsteinssal aus unregelmäßigen Feldsteinen. Sie befindet sich in Hanglage auf einem Hügel.[19][9]
- Die Kirche ist vom Ortsfriedhof umgeben.